# 松本十郎 (開拓大判官)
松本 十郎（まつもと じゅうろう、天保10年11月27日（1840年1月1日）－大正5年（1916年）11月27日）は、明治時代初期に活躍した庄内藩出身の官僚。開拓使で北海道開拓事業にあたる。旧名は戸田 直温、通称は総十郎。

## 来歴・人物
鶴ヶ岡城城下で近習頭取であった戸田文之助の嫡男として生まれる。幼名は重松。幼い頃は田宮流居合の修行を好んで学問を始めたのは遅かったが、藩校でその才を開花させ、後には江戸昌平黌に通う事を許される。文久3年（1863年）、江戸幕府から蝦夷地西部警備の命を受けた庄内藩は戸田文之助・総十郎親子らを天塩の苫前・石狩の浜益へと派遣する。総十郎はこの地において地元のアイヌの生活などを見る機会に恵まれた。
戊辰戦争では、総十郎は藩の使者役を務めたり各地で新政府軍と戦うも敗北、藩主酒井忠篤は幽閉されてしまう。これに憤慨した総十郎は藩主と庄内藩に対する恩赦を嘆願し、これが叶わなければ庄内攻撃の責任者であった黒田清隆と相討ちの覚悟で京都に赴く。この際、朝敵藩出身である事を隠すために名前も「松本十郎」と改名した。
だが、京都で黒田が西郷隆盛とともに庄内藩の恩赦に奔走していた事を知ると、松本は黒田にその非を詫び、黒田も松本の人物を認めて、自分が任じられる事となった開拓使入りを勧めた。明治2年（1869年）、松本は根室国に派遣されて現地の開拓の責任者である開拓判官に任じられる。同地は北海道でも最果てという事で半ば流刑地のような状況であった。属僚130名を連れてこの地に入った松本は学校や牢獄を築いて風紀の改善に努めるとともに、殖産興業の推進を図った。また、日本人もアイヌも身分・出身を問わずに公平に扱い、彼自身もアイヌの住民から貰ったという「アツシ」と呼ばれる衣装を大切に身に着けていた。これは彼自身が庄内藩時代にこの地で過ごし、また戊辰戦争で「朝敵」として苦しい立場に立たされた事に由来していると考えられている。このため、アイヌからも「アツシ判官」と称されて敬意を払われたという。また、この時期に開拓事業促進のために根室国の東京府への帰属が行われたものの、松本が強く反対した事とその実績が考慮されて程なく取り消されている。
明治6年（1873年）、黒田の命で札幌の本庁に呼び出された松本は序列第3位である大判官（正五位相当）に任じられる。当時、開拓長官が不在で第2位の同次官であった黒田に次ぐ地位であった。松本は放漫な財政運営によって巨額な赤字を抱えていた開拓使の行政改革と緊縮財政を進めるとともに、殖産興業を進めて移民の定住化を進めた。
ところが明治8年（1875年）、樺太・千島交換条約が締結されて樺太のロシア帝国への譲渡が決定すると、黒田は和人と雇用関係にあり漁業などに従事していた樺太アイヌを北海道に移住させて、北海道内陸部の農業開拓に従事させようと計画した。だが、松本は彼らの生活環境の維持を優先して樺太に近い北見国宗谷郡で本来の生業である漁業に従事させる事を主張して激しく対立する。だが、翌年松本を無視した黒田によって、アイヌたちは対雁への移住を余儀なくされる。その結果、慣れない生活と疫病の流行によって多くの樺太アイヌが死亡する事となった。アイヌもまた人間であると考えていた松本は憤慨の余りに辞表を提出して7月に北海道を去って故郷鶴岡に帰郷する。
以後、松本は故郷にて一介の農民として生涯を送った。晩年に自分の生涯を振り返って執筆した回顧録『空語集』140巻を著している。官にあった時も農民だった時も時に酒を親しむ以外は質素な生活に甘んじ、開拓大判官時代でさえも家に書生を1人置いただけであったという。

## 家族親族
- 父 ： 戸田文之助 - 庄内藩近習頭取
- 妹　:白井為右衛門重遠に、嫁ぐ。
- 叔父 ： 加藤直矢 - 治水家
- 子 ： 松本小太郎
- 孫 ： 松本毅 - 海軍少将

## 松本十郎が登場する文学作品
- 板垣昭一『北辰軸- 北海道開拓の雄松本十郎 - 』(2006年、良書センター鶴岡書店） ISBN 4-947722-19-3
- 板垣昭一『北のはざま』（『北辰軸』の続編。2007年、良書センター鶴岡書店。同年、第23回「真壁仁・野の文化賞」を受賞）